# پیش‌سهمگین‌شاخ
پیش‌سهمگین‌شاخ(نام علمی: Prodinoceras) نام یک سرده از تیره یوینتاددان است.